# フリート・ヴァルター
フリート・ヴァルター（Fried Walter、1907年12月19日 - 1996年4月8日）は、ドイツの作曲家。
ドレスデン近郊のオッテンドルフ・オクリラ出身。幼いころよりピアノ・チェロ・オルガン・ホルンを学んだ。17歳でホルン奏者としてデビューし、ゴータやゲーラの劇場で活動したが、1929年の世界大恐慌の影響で失業した。
その後ベルリンに出て、映画音楽の作曲技法をジュゼッペ・ベッチェに学んだ。さらに、ベルリン音楽大学（現在のベルリン芸術大学）でアルノルト・シェーンベルクに師事したが十二音技法は受け入れなかった。その後はキャバレーのミュージシャンとして活動したが、ナチス政権が誕生すると、政治とのかかわりを避け、ライプツィヒの放送局の仕事に就いた。同時にライプツィヒではヘルマン・アンブロジウスのもとで学んだ。オランダ滞在の後、1938年にはオペラ『エリザベス女王』を作曲し、グスタフ5世臨席のもとストックホルムの王立歌劇場で演奏された。この成功により指揮者のハインツ・ティーティエンは新たな作品を委嘱し、さらにヴァルターが兵役にとられないよう尽力した。そのオペラ『アンドレアス・ウォルフィウス』は1940年にベルリン国立歌劇場で初演された。1943年にはプラハでバレエ『クレオパトラ』が上演され、1944年にはアドルフ・ヒトラーによって「天才名簿（„Gottbegnadeten-Liste"）」に
掲載された。
第二次世界大戦後はベルリン国立歌劇場のコレペティトールを務め、1947年からは25年に渡ってアメリカ軍占領地区放送局（RIAS）で指揮者・編曲者として活動した。
500以上の作曲作品と、250の民謡からの編曲作品がある。

## 主な作品

### オペラ
- エリザベス女王
- アンドレアス・ウォルフィウス

### 室内楽
- 弦楽セレナーデ

### マンドリンオーケストラ
- シュレジエン組曲
- 東プロイセン組曲
- 反映
- アコーディオンとマンドリンオーケストラのためのコンチェルティーノ